# Plastic Ono Band
Plastic Ono Band var en supergrupp bildad 1969 av John Lennon och Yoko Ono. Gruppen var tänkt att fungera som ett verktyg för deras soloprojekt.
Andra bandmedlemmar var Eric Clapton, Klaus Voormann, tidigare Yes-trummisen Alan White,  Delaney and Bonnie Bramlett, & Friends, the Whos trummis Keith Moon, Elephant's Memory, Billy Preston, Nicky Hopkins, Phil Spector, trummisen Jim Keltner, och vid återföreningen 2009, Sean Lennon.

## Historia

### Ursprung och bildande (1968–1969)

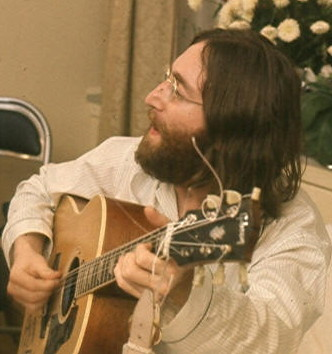
Lennon spelar "Give Peace a Chance" i Montreal, 1969.

John Lennon och Yoko Ono träffades för första gången 1966. Lennon var världskänd medlem från The Beatles, och Ono var avantgardeartist och konstnär. Vid 1968 hade Lennon och Ono utvecklat en romantisk relation, och börjat samarbeta på ett antal musikaliska projekt. De spelade in tillsammans för första gången i maj 1968; dessa inspelningar skulle senare släppas i november samma år på det experimentella albumet Unfinished Music No.1: Two Virgins. Samma sommar arbetade paret på den experimentella låten Revolution 9, som kom att släppas på albumet The Beatles (1968). I december 1968 framträdde Lennon och Ono tillsammans på The Rolling Stones Rock and Roll Circus tillsammans med en supergrupp kallad The Dirty Mac, bestående av Eric Clapton, Keith Richards från Rolling Stones, Mitch Mitchell från The Jimi Hendrix Experience, och violinisten Ivry Gitlis. Lennon och Ono fortsatte att skapa experimentell musik parallellt med Lennons åtaganden i The Beatles, och de släppte Unfinished Music No. 2: Life with the Lions i maj 1969.
Den 20 mars 1969 gifte sig Lennon och Ono, och började sin första "Bed-in for Peace"-demonstration. Inspelningar från denna tidpunkt kom senare att släppas på deras tredje och sista experimentella album, Wedding Album.
Efter succén för deras första "Bed-in for Peace" höll paret en andra demonstration i Montreal i maj. Under denna Bed-in spelade paret tillsammans med gäster in Lennons Give Peace a Chance och Onos Remember Love. Dessa låtar släpptes på en singel den 4 juli, under gruppnamnet Plastic Ono Band. Det var den första singeln av Lennon som släpptes utanför Beatles, där han fortfarande var aktiv. Fastän det var en solokomposition av Lennon, tillskrevs hälften av låten ändå Paul McCartney, eftersom de båda hade både kontrakt och en överenskommelse att tillskriva alla deras låtar Lennon–McCartney.

### Toronto Rock Revival Festival och tidiga singlar (1969–1970)
The Plastic Ono Band förblev vilande under större delen av sommaren 1969, då the Beatles jobbade på albumet Abbey Road. Den 12 september 1969 fick Lennon ett telefonsamtal från John Brower som organiserade Toronto Rock and Roll Revival festival (som skulle hållas nästkommande dag). Brower erbjöd Lennon gratis inträde till festivalen, för att lyfta festivalens anseende. Istället erbjöd sig Lennon att spela på festivalen, vilket Brower gick med på, och Lennon satte snabbt ihop ett band. Lennon ville först att George Harrison skulle spela sologitarr, men Harrison tackade nej. Eric Clapton (som spelat gitarr i the Dirty Mac) fick istället platsen. Basisten Klaus Voormann och trumslagaren Alan White medverkade också i den första konsertformationen av Plastic Ono Band. Medan Lennon satte ihop bandet, hade han även bestämt sig för att lämna Beatles, på grund av gruppens spänningar vid den tiden. Bandet repeterade på planet till Toronto, och spelade både rocklåtar sjungna av Lennon, och experimentella verk som leddes av Ono. Konserten spelades in, och släpptes i december 1969 som Live Peace in Toronto 1969, vilket blev Plastic Ono Bands första LP.
Den 20 september meddelade Lennon för Beatles att han skulle lämna bandet, trots att det inte blev offentligt vid den tidpunkten. Ett par dagar senare började Plastic Ono Band att spela in deras nästa singel. Lennon hade presenterat Cold Turkey som en möjlig singel för Beatles, men nekats av McCartney. Cold Turkey och b-sidan Don't Worry Kyoko spelades in av ett Plastic Ono Band nästan identiskt som sättningen vid konserten i Toronto, förutom att White ersattes av Beatles trumslagare Ringo Starr. På singeln står endast Lennon som låtskrivare, vilket speglar hans brytning med McCartney och Beatles.
Efter att singeln släppts, började Lennon att förbereda nästa singel. Den 26 november mixade han You Know My Name (Look Up the Number) och What's the New Mary Jane, för att släppas på singel. Båda låtarna var gamla inspelningar med Beatles. You Know My Name (Look Up the Number) spelades in redan 1967, varav Lennon och McCartney fortsatte arbeta på den under 1969. B-sidan var en låt som Lennon skrivit 1968 för Beatles vita album. EMI väntade med att släppa singeln, och singeln blev sedan hävd, efter invändningar från Beatles.
Den 17 december deltog Plastic Ono Band i en välgörenhetskonsert för Unicef i London, kallad "Peace for Christmas". Med 48 timmars varsel samlade Lennon och Ono ihop bandets sättning från Toronto (Clapton, Voorman och White), samt keyboardisten Billy Preston. Clapton tog även med sig det turnerande bandet från Delaney & Bonnie and Friends, som han spelade med under tiden. Förutom Delaney och Bonnie Bramlett bestod gruppen även av George Harrison, saxofonisten Bobby Keys, trumslagaren Jim Gordon, och trumpetaren Jim Price. Keith Moon från the Who medverkade även under konserten. Lennon skulle senare referera till denna sättning som "the Plastic Ono Supergroup".  Efter konserten gjorde Lennon och Ono en snabb marknadsföringskampanj för fred, och köpte ett flertal stora annonsplatser i storstäder med texten "WAR IS OVER! If You Want It – Happy Christmas from John & Yoko".
I början på 1970 spelade Plastic Ono Band in ännu en singel. Instant Karma! skrevs och spelades in den 27 januari 1970, och gjorde Lennons vision av ett omedelbart singelsläpp verkligt. Lennon, Ono, George Harrison, Klaus Voorman, Alan White och Billy Preston medverkade på inspelningen, samt körsångare som rekryterades från en lokal pub. Harrison föreslog att Phil Spector skulle anlitas som producent, vilket blev början på ett långt samarbete mellan Spector och Lennon. Instant Karma med Onos Who Has Seen the Wind? som b-sida, släpptes redan en vecka efter inspelningen. Singeln släpptes under namnet "Lennon/Ono with the Plastic Ono Band", jämfört med tidigare släpp som släppts under endast gruppnamnet.

### Plastic Ono Bandalbum och "Happy Xmas (War Is Over)" (1970–1971)
Under sommaren 1970 genomförde Lennon och Ono primalterapi under ledning av Arthur Janov i Los Angeles. Under tiden hade Beatles offentligt brutit upp, och paret återvände till London i slutet av september för att börja spela in på ett par studioalbum, John Lennon/Plastic Ono Band och Yoko Ono/Plastic Ono Band. Kärnan i Plastic Ono Band bakom de två var Klaus Voorman på bas och Ringo Starr på trummor. Phil Spector producerade båda albumen, och han och Billy Preston lade keyboards på vissa valda spår. Lennon-albumet innehåll rak, avskalad rockmusik, medan Ono innehöll experimentell avantgarde-musik. Båda albumen släpptes den 11 december. Singeln "Mother"/"Why" släpptes, och båda spåren hämtades från John Lennon och Yoko Ono. Därefter spelades låten Power to the People in, där Billy Preston, Bobby Keys, Klaus Voorman, and Alan White medverkade. På Onos b-sida Open Your Box medverkade Voorman och Jim Gordon. Singeln släpptes följande vår, med en låt krediterad till "John Lennon / Plastic Ono Band" respektive "Yoko Ono / Plastic Ono Band".
Under våren och sommaren 1971 spelade Lennon och Ono in Imagine och Fly. Trots att medlemmar från Plastic Ono Band (till exempel George Harrison, Klaus Voorman, Alan White, Jim Keltner och Jim Gordon) medverkar på albumen, samt och Phil Spectors produktion på Imagine, krediteras båda albumen till Lennon och Ono som soloartister. Den 6 juni spelade Lennon och Ono en konsert med Frank Zappa och the Mothers of Invention i New York City under namnet "Plastic Ono Mothers".
Nästa användning av namnet Plastic Ono Band var på singeln Happy Xmas (War Is Over), som släpptes runt jul 1971. Krediterad till "John & Yoko/The Plastic Ono Band", medverkade trumslagaren Jim Keltner, pianisten Nicky Hopkins (som tidigare spelat på Imagine), och gitarristerna Hugh McCracken, Chris Osbourne (som tidigare spelat på Fly), Teddy Irwin och Stuart Scharf. På b-sidan Listen, the Snow Is Falling medverkade samma musiker som på "Happy Xmas", samt Klaus Voorman på bas. Singeln producerades av Phil Spector och släpptes den 1 december.

### Flytt till New York: Plastic Ono Elephant's Memory Band (1971–1973)

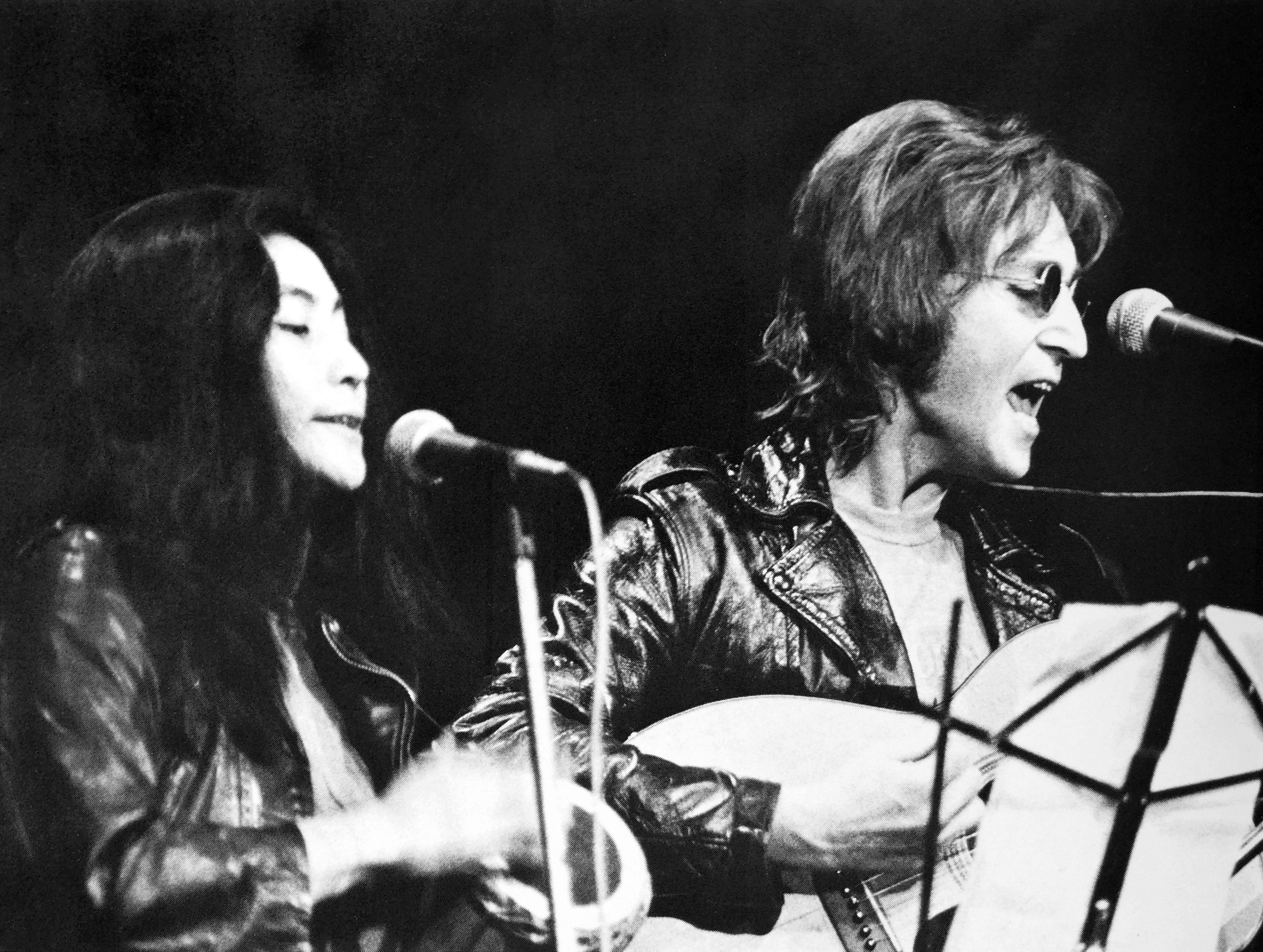
Ono och Lennon på scen i december 1971

Under hösten 1971 flyttade Lennon och Ono till New York City, och Greenwich Village, i vilket paret blev mer politiskt aktiva och började skriva protestsånger. Dessa låtar lade grund för deras nästa album, Some Time in New York City. Som kompgrupp tog de hjälp av det lokala bandet  Elephant's Memory, bestående av gitarristen Wayne 'Tex' Gabriel, basisten Gary Van Scyoc, saxofonisten Stan Bronstein, keyboardisterna Adam Ippolito och John La Boosca, samt trumslagaren Richard Frank, Jr. Även Jim Keltner medverkade på albumet, och Phil Spector producerade. Albumet släpptes den 12 juni 1972, under namnet "John & Yoko/Plastic Ono Band with Elephant's Memory plus Invisible Strings". Some Time in New York City innehöll även en andra skriva, som fick namnet Live Jam, som innehöll inspelningar från "Peace for Christmas"-konserten 1969, samt konserten med Frank Zappa.
Ono och Lennon fortsatte deras samarbete med Elephant's Memory 1972, under namnet Plastic Ono Elephant's Memory Band (som även innehöll Jim Keltner). Den 30 augusti gjorde gruppen en välgörenhetskonsert på Madison Square Garden, kallad "One to One", som organiserades av Geraldo Rivera för att samla in pengar till barn med psykiska utmaningar. Under denna tid hade La Boosca lämnat bandet, och på konserten spelade John Ward bas. Konserten spelades in och filmades, och släpptes i februari 1986 under namnet Live In New York City.
Det sista samarbetet med Plastic Ono Elephant's Memory Band blev Onos dubbelalbum Approximately Infinite Universe, som spelades in under hösten 1972, och släpptes i januari 1973.

### Lennons uppbrott från Ono och Lost Weekend (1973–1974)
I början av 1973 hade inspelningen av Onos nästa album Feeling the Space börjat med en ny grupp av studiomusiker. Den nya sättningen av Plastic Ono Band bestod av gitarristen David Spinozza, keyboardisten Ken Ascher, basisten Gordon Edwards, slagverkarna Arthur Jenkins och David Friedman, saxofonisten Michael Brecker, pedal steel gitarristen Sneaky Pete Kleinow, samt ständige musikern Jim Keltner. Albumet kom att släppas i november 1973.
Under 1973 hade Lennon och Onos relation blivit väldigt ansträngd. I augusti 1973 separerade paret, en period som Lennon kallat "The Lost Weekend". Lennon påbörjade inspelningen av sitt eget album Mind Games med samma musiker som på Feeling the Space, kallat "The Plastic U.F.Ono Band". Runt tiden då albumet släpptes i november, flyttade Lennon till Los Angeles med sin nya älskarinna May Pang. I oktober påbörjade Lennon inspelningen av ett album bestående av gamla rock'n'rollåtar (en avtalsförpliktelse på grund av en rättegång). På inspelningarna medverkade många medlemmar av Plastic Ono Band (bland annat många från "U.F.Ono Band", Klaus Voorman och Phil Spectors återkomst till produktionsstolen), men då albumet Rock 'n' Roll släpptes krediterades det endast till Lennon.
Inspelningarna av Rock 'n' Roll var extremt oroliga och övergavs till ett senare datum. I juli 1974 återvände Lennon till New York för att spela in Walls and Bridges. Det nya "Plastic Ono Nuclear Band" bestod av både gamla och nya musiker, Jim Keltner, Kenneth Ascher och Arthur Jenkins (som medverkat på Mind Games), Klaus Voorman, Nicky Hopkins och Bobby Keys samt nya medlemmarna Jesse Ed Davis och Eddie Mottau på gitarr. Inspelningarna avslutades i augusti, och albumet släpptes 26 september respektive 4 oktober i USA respektive Storbritannien.
Walls and Bridges skulle visa sig vara det sista albumet bestående av nytt material från Plastic Ono Band under 1970-talet. Lennon återvände sedan till sitt äktenskap med Ono och gick i pension från musiken efter att hans son Sean fötts. Samlingsalbumet Shaved Fish släpptes i oktober 1975, som blev Lennons sista släpp med Plastic Ono Band. Då Lennon och Ono återvände till musiken för att spela in albumet Double Fantasy 1980, spelade de med en helt ny grupp studiomusiker som inte namngavs som någon version av Plastic Ono Band. Lennon blev mördad den 8 december 1980, strax efter att albumet släpptes.

### Återförening (2009–2015)

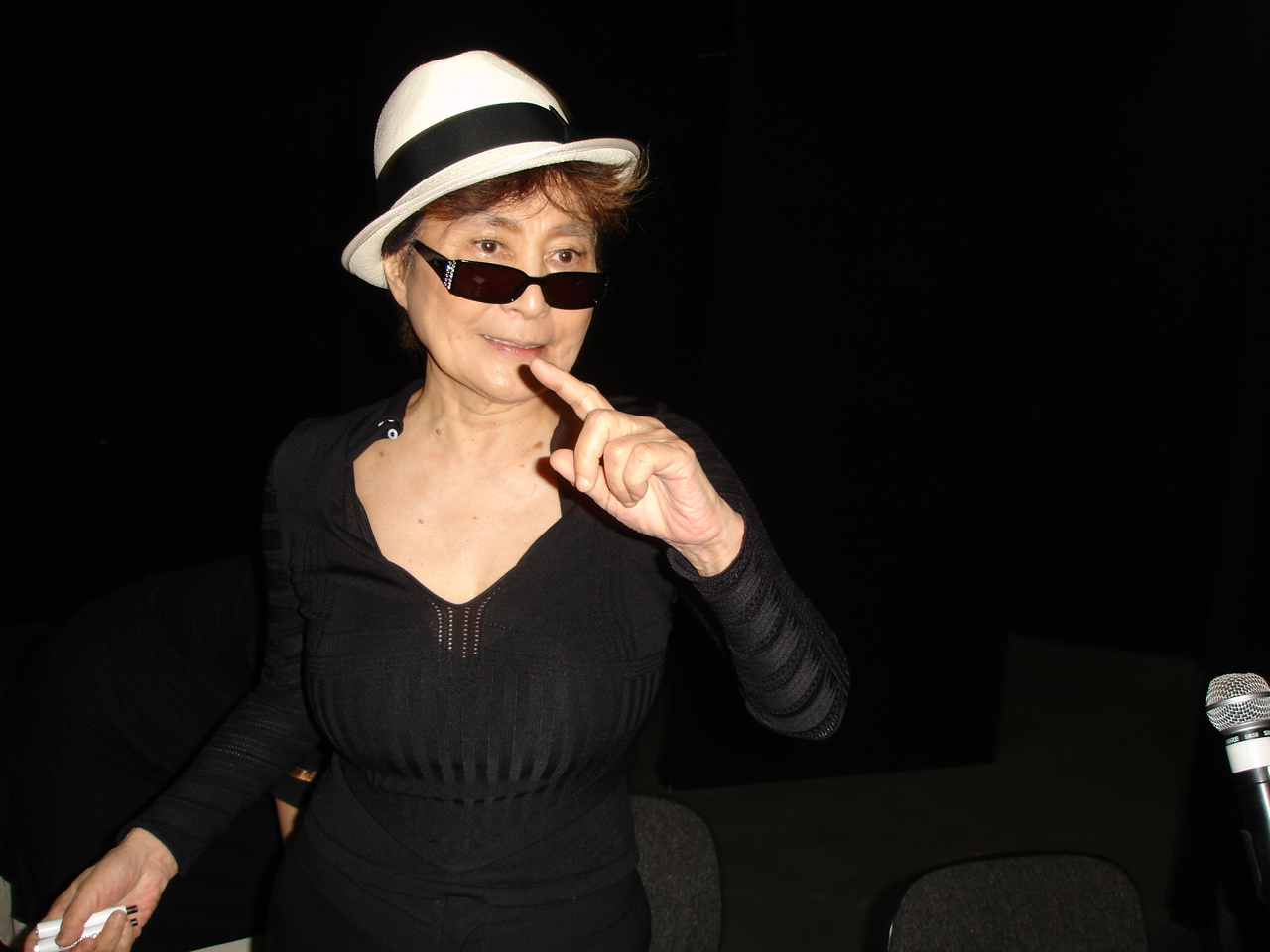
Yoko Ono, 2010

Under 2009 återupplivade Yoko Ono namnet Plastic Ono Band, då hon släppte EP:n Don't Stop Me!, ett smakprov från kommande albumet Between My Head and the Sky. Dessa skivsläpp och även kommande aktiviteter krediteras till "Yoko Ono Plastic Ono Band". Kärnmedlemmarna i nya Plastic Ono Band är Sean Lennon (son till Ono och John Lennon), Cornelius (Keigo Oyamada) och Yuka Honda. Sedan 2009 har bandet spelat livekonserter med ytterligare medlemmar, bland annat basisten Shimmy Hirotaka Shimizu, blåsaren Michael Leonhart, cellisten Erik Friedlander och trumslagaren Yuko Araki. De har även framträtt med ett flertal gästartister, till exempel Kim Gordon, Thurston Moore, Bette Midler, Lady Gaga, Mark Ronson, Scissor Sisters, Harper Simon, Paul Simon och Gene Ween.
Under 2010, vid en konsert kallad "We Are the Plastic Ono Band", återförenades Ono och Sean Lennon med Eric Clapton, Klaus Voorman och Jim Keltner. Under 2011 samarbetade Ono och Lennon med The Flaming Lips på en EP kallad The Flaming Lips with Yoko Ono/Plastic Ono Band. Det senaste släppet från Yoko Ono Plastic Ono Band är albumet Take Me to the Land of Hell från 2013. The Yoko Ono Plastic Ono Band fortsatte att göra livekonserter till 2015.

## Diskografi

### Studioalbum
- John Lennon/Plastic Ono Band (1970)
- Yoko Ono/Plastic Ono Band (1970)
- Some Time in New York City (1972)
- Approximately Infinite Universe (1973)
- Feeling the Space (1973)
- Mind Games (1973)
- Walls and Bridges (1974)
- Between My Head and the Sky (2009)
- Take Me to the Land of Hell (2013)

### Livealbum
- Live Peace in Toronto 1969 (1969)
- Live in New York City (1986)

### EP
- Don't Stop Me! (2009)
- The Flaming Lips with Yoko Ono/Plastic Ono Band (2011)

### Samlingsalbum
- Shaved Fish (1975)

## Medlemmar

### Nuvarande medlemmar
Likt Plastic Ono Band under 1970-talet, har bandet idag ingen fast sättning. Kärnmedlemmarna sedan 2009 är:
- Yoko Ono – sång
- Sean Lennon – gitarr, sång, basgitarr, keyboard, trummor
- Cornelius – gitarr, basgitarr, tenorion, programmering, percussion
- Yuka Honda – keyboard
- Hirotaka Shimizu – gitarr

### Tidigare medlemmar
| Band                                                   | Medlemmar | Skivsläpp och livekonserter |
| ------------------------------------------------------ | --- | --- |
| Plastic Ono Band (juni 1969)                           | - John Lennon – sång, akustisk gitarr - Yoko Ono – handklapp, tamburin, körsång - Tom Smothers – akustisk gitarr, körsång - Timothy Leary, Rabbi Abraham Feinberg, Joseph Schwartz, Rosemary Woodruff Leary, Petula Clark, Dick Gregory, Allen Ginsberg, Murray the K, Derek Taylor – körsång, handklapp | - "Give Peace a Chance"/"Remember Love" |
| Plastic Ono Band (september 1969)                      | - John Lennon – sång, kompgitarr - Yoko Ono – sång - Eric Clapton – sologitarr, körsång - Klaus Voormann – basgitarr - Alan White - trummor | - Toronto Rock and Roll Revival Festival (släpptes senare som Live Peace in Toronto 1969)                                                                       |
| Plastic Ono Band (september 1969)                      | - John Lennon – sång kompgitarr - Yoko Ono – sång - Eric Clapton – sologitarr, körsång - Klaus Voormann – basgitarr - Ringo Starr – trummor | - "Cold Turkey"/"Don't Worry Kyoko" |
| Plastic Ono Supergroup (december 1969)                 | - John Lennon – sång, gitarr - Yoko Ono – sång - Eric Clapton ("Derek Claptoe") – gitarr - Delaney Bramlett ("Bilanie") – gitarr - Bonnie Bramlett ("Donnie") – percussion - Jim Gordon ("Jim Bordom") – trummor - George Harrison ("George Harrisong") – gitarr - Nicky Hopkins ("Sticky Topkins") – elpiano - Bobby Keys ("Robbie Knees") – saxofon - Keith Moon ("Kief Spoon") – trummor - Billy Preston ("Billy Presstud") – orgel - Klaus Voormann ("Raus Doorman") – basgitarr - Alan White ("Dallas White") – trummor - Jim Price – trumpet | - UNICEF Peace for Christmas Concert (släpptes senare på Some Time in New York City som Live Jam)                                                               |
| Plastic Ono Band (januari 1970)                        | - John Lennon – sång, akustisk gitarr, piano, körsång - George Harrison – elgitarr, piano, körsång - Klaus Voormann – basgitarr, elpiano, körsång - Alan White – trummor, piano, körsång - Billy Preston – orgel, körsång - Yoko Ono – körsång - Mal Evans – chimes, handklapp, körsång | - "Instant Karma!" |
| Plastic Ono Band (september–oktober 1970)              | - John Lennon – sång, gitarr, piano, orgel - Ringo Starr – trummor - Klaus Voormann – basgitarr - Yoko Ono – sång | - John Lennon/Plastic Ono Band - Yoko Ono/Plastic Ono Band |
| Plastic Ono Band (mars 1971)                           | - John Lennon – sång, gitarr - Yoko Ono – körsång, piano - Bobby Keys – saxofon - Billy Preston – piano, keyboards - Klaus Voormann – basgitarr - Alan White – trummor | - "Power to the People" |
| Plastic Ono Mothers (juni 1971)                        | - John Lennon – gitarr, sång - Yoko Ono – bag, sång - Klaus Voormann – basgitarr, sång - Frank Zappa – gitarr, sång - Aynsley Dunbar – trummor - Bob Harris – keyboards, sång - Howard Kaylan – sång - Jim Pons – basgitarr, sång - Don Preston – minimoog - Ian Underwood – keyboard, sång, träblås - Mark Volman – sång | - Livekonsert den 6 juni 1971 på Fillmore East (släpptes senare på Some Time in New York City som Live Jam)                                                     |
| Plastic Ono Band (1971)                                | - John Lennon – gitarrer, sång - Yoko Ono – sång - Jim Keltner – trummor - Nicky Hopkins – keyboards - Hugh McCracken – gitarr - Chris Osbourne – gitarr - Stuart Scharf – gitarr - Teddy Irwin – gitarr | - "Happy Xmas (War Is Over)" |
| Plastic Ono Elephant's Memory Band (1971-1973)         | - John Lennon – gitarrer, sång - Yoko Ono – sång - Jim Keltner – trummor, percussion - Wayne 'Tex' Gabriel – gitarr - Gary Van Scyoc – basgitarr - Stan Bronstein – saxofon, flöjt - Adam Ippolito – piano, orgel - John La Boosca – piano - Richard Frank Jr. – trummor, percussion - John Ward – basgitarr | - Some Time in New York City - Konserterna One to One (släpptes senare som Live in New York City) - 1972 MDA Show of Strength - Approximately Infinite Universe |
| Plastic Ono Band (1973)                                | - Yoko Ono – sång - John Lennon ("John O'Cean") – gitarr - Jim Keltner – trummor - David Spinozza – gitarr - Kenneth Ascher – piano, orgel, mellotron - Gordon Edwards – basgitarr - Michael Brecker – saxofon - Arthur Jenkins – percussion - David Friedman – vibrafon - Sneaky Pete Kleinow – pedal steel gitarr - Don Brooks – munspel - Jeremy Steig – flöjt - Something Different – kör - Andrew Smith – trummor - Robert Kreiner – basgitarr - Rick Marrotta – trummor                                                                      | - Feeling the Space |
| Plastic U.F.Ono Band (1973)                            | - John Lennon – sång, kompgitarr, slidegitarr, percussion - Jim Keltner – trummor - David Spinozza – sologitarr - Kenneth Ascher – piano, orgel - Gordon Edwards – basgitarr - Arthur Jenkins – percussion - Michael Brecker – saxofon - Sneaky Pete Kleinow – pedal steel gitarr - Rick Marrotta – trummor - Something Different – kör | - Mind Games |
| Plastic Ono Nuclear Band (1974)                        | - John Lennon – sång, gitarr, piano - Klaus Voormann – basgitarr - Jim Keltner – trummor - Nicky Hopkins – piano - Bobby Keys – tenorsaxofon - Kenneth Ascher – elpiano, clavinet, mellotron - Arthur Jenkins – percussion - Jesse Ed Davis – akustisk gitarr, sologitarr - Eddie Mottau – akustisk gitarr | - Walls and Bridges |
| Yoko Ono Plastic Ono Band (2009)                       | - Yoko Ono – sång - Sean Lennon – akustisk gitarr, elektriska gitarr, piano, keyboard, basgitarr, trummor, percussion - Cornelius – gitarr, basgitarr, tenorion, programmering, percussion - Yuka Honda – piano, orgel, percussion - Hirotaka Shimizu – gitarrer, percussion - Yuko Araki – trummor, percussion - Shahzad Ismaily – gitarrer, basgitarr, trummor, percussion - Michael Leonhart – trumpet, vibrafon, percussion - Erik Friedlander – cello - Daniel Carter – tenorsaxofon, flöjt - Indigo Street – gitarr                          | - Don't Stop Me! - Between My Head and the Sky |
| Yoko Ono Plastic Ono Band (2009–idag)                  | - Yoko Ono – sång - Sean Lennon – gitarr, sång, basgitarr, keyboards, trummor - Yuka Honda – keyboard - Keigo Oyamada – gitarr - Hirotaka Shimizu – gitarr, basgitarr - Yuko Araka – trummor - Michael Leonhart – trumpet - Erik Friedlander – cello | - Turnén "We Are Plastic Ono Band" |
| Plastic Ono Band (februari 2010)                       | - Yoko Ono – sång - Eric Clapton – gitarr - Klaus Voorman – basgitarr - Jim Keltner – trummor - Sean Lennon – sång, gitarr | - Livekonsert den 16 februari 2010 på Brooklyn Academy of Music                                                                                                 |
| The Flaming Lips with Yoko Ono/Plastic Ono Band (2011) | - Yoko Ono – sång - Sean Lennon – gitarr - Wayne Coyne – sång, gitarr, keyboards - Michael Ivins – basgitarr, keyboards, körsång - Steven Drozd – sång, trummor, gitarr, keyboards, körsång - Kliph Scurlock – trummor, percussion - Derek Brown – gitarr, keyboards, percussion, körsång | - The Flaming Lips 2011 #11: The Flaming Lips with Yoko Ono/Plastic Ono Band                                                                                    |
| Yoko Ono Plastic Ono Band (2013)                       | - Yoko Ono – sång - Sean Lennon – gitarr, piano, basgitarr, synthesizer, percussion - Cornelius – remixing - Yuka Honda – keyboards, synthesizer - Lenny Kravitz – trummor - Nels Cline – gitarr - Questlove – trummor - Bill Dobrow – trummor - Hirotaka Shimizu – gitarr - Keigo Oyamada – basgitarr, gitarr - Julian Lage – gitarr | - Take Me to the Land of Hell |